# Gran Premio motociclistico delle Nazioni 1961
Il Gran Premio motociclistico delle Nazioni fu il nono appuntamento del motomondiale 1961.
Si svolse il 3 settembre 1961 presso l'Autodromo di Monza alla presenza di 25.000 spettatori. Erano in programma tutte le classi tranne i sidecar.
La giornata si aprì con le gare del Campionato Italiano Juniores per le categorie 125 Sport  e 175 Sport : la prima fu vinta da Francesco Villa (Ducati), mentre nella seconda da Alberto Pagani (Aermacchi). La gara della 125 fu funestata dall'incidente mortale occorso a Franco Tirri, caduto sbattendo la testa sull'asfalto mentre cercava di evitare un altro centauro.
Il programma del Mondiale iniziò con la 125, vinta da Ernst Degner su un manipolo di Honda.
Seguì la 350, nella quale Gary Hocking vinse gara e titolo mondiale grazie al ritiro del suo più diretto avversario, il cecoslovacco František Šťastný.
La 250 fu una lotta tra piloti Honda da cui uscì vittorioso Jim Redman davanti a Mike Hailwood.
Chiuse il programma la 500, vinta da Hailwood (al debutto sull'MV Agusta ribattezzata MV Privat) con Hocking ritirato.

## Classe 500

### Arrivati al traguardo
| Pos. | Pilota             | Moto      | Tempo      | Punti |
| ---- | ------------------ | --------- | ---------- | ----- |
| 1    | Mike Hailwood      | MV Privat | 1h 05' 14" | 8     |
| 2    | Alastair King      | Norton    | +1 giro    | 6     |
| 3    | Paddy Driver       | Norton    | +1 giro    | 4     |
| 4    | Alberto Pagani     | Norton    | +1 giro    | 3     |
| 5    | Bert Schneider     | Norton    | +2 giri    | 2     |
| 6    | Jack Findlay       | Norton    | +2 giri    | 1     |
| 7    | Karl Hoppe         | Norton    | +2 giri    |       |
| 8    | Hans-Günter Jäger  | BMW       | +3 giri    |       |
| 9    | Rudolf Gläser      | Norton    | +3 giri    |       |
| 10   | Roberto Vigorito   | Norton    | +3 giri    |       |
| 11   | Ernst Hiller       | Matchless | +5 giri    |       |
| 12   | Benedetto Zambotti | Gilera    | +5 giri    |       |
| 13   | Emanuele Maugliani | Gilera    | +5 giri    |       |
| 14   | Alfonz Breznik     | Gilera    | +8 giri    |       |

### Ritirati
| Pilota                | Moto      | Motivo ritiro    |
| --------------------- | --------- | ---------------- |
| Hugh Anderson         | Norton    |                  |
| Giuseppe Mantelli     | Gilera    |                  |
| Gary Hocking          | MV Privat | caduta           |
| Gianfranco Domeniconi | Norton    |                  |
| Vasco Loro            | Norton    | avaria meccanica |
| Frank Perris          | Norton    |                  |
| Artemio Cirelli       | Gilera    |                  |
| Jacques Insermini     | Norton    |                  |
| John Hartle           | Norton    | avaria meccanica |
| Renzo Rossi           | Gilera    |                  |

## Classe 350
9 piloti al traguardo.

### Arrivati al traguardo
| Pos. | Pilota           | Moto      | Tempo     | Punti |
| ---- | ---------------- | --------- | --------- | ----- |
| 1    | Gary Hocking     | MV Privat | 51' 17" 8 | 8     |
| 2    | Mike Hailwood    | MV Privat | +5" 1     | 6     |
| 3    | Gustav Havel     | Jawa      | +1' 49"   | 4     |
| 4    | Alan Shepherd    | Bianchi   | +1 giro   | 3     |
| 5    | Silvio Grassetti | Benelli   | +1 giro   | 2     |
| 6    | Hugh Anderson    | Norton    |           | 1     |

### Ritirati
| Pilota            | Moto    | Motivo ritiro     |
| ----------------- | ------- | ----------------- |
| John Hartle       | n.d.    |                   |
| Paddy Driver      | Bianchi |                   |
| František Šťastný | Jawa    | avaria            |
| Alfredo Milani    | n.d.    | guasto            |
| Ernesto Brambilla | Bianchi | guasto al magnete |
| Alastair King     | Bianchi | noie alle candele |

## Classe 250

### Arrivati al traguardo
| Pos. | Pilota             | Moto        | Tempo     | Punti |
| ---- | ------------------ | ----------- | --------- | ----- |
| 1    | Jim Redman         | Honda       | 41' 56" 8 | 8     |
| 2    | Mike Hailwood      | Honda       | +0" 2     | 6     |
| 3    | Tom Phillis        | Honda       | +26" 8    | 4     |
| 4    | Tarquinio Provini  | Moto Morini | +1' 05" 6 | 3     |
| 5    | František Šťastný  | Jawa        | +1' 57" 4 | 2     |
| 6    | Silvio Grassetti   | Benelli     |           | 1     |
| 7    | Teisuke Tanaka     | Honda       | +1 giro   |       |
| 8    | Bruno Spaggiari    | Benelli     | +1 giro   |       |
| 9    | Arthur Wheeler     | Moto Guzzi  | +2 giri   |       |
| 10   | Alan Shepherd      | MZ          | +2 giri   |       |
| 11   | Michael Schneider  | NSU         | +3 giri   |       |
| 12   | Roberto Patrignani | Moto Morini | +3 giri   |       |
| 13   | Larquier           | Aermacchi   | +4 giri   |       |
| 14   | Giordano Bon       | Benelli     | +5 giri   |       |

### Ritirati
| Pilota       | Moto  | Motivo ritiro   |
| ------------ | ----- | --------------- |
| John Hartle  | Honda | uscita di pista |
| Bob McIntyre | Honda | caduta          |

## Classe 125
26 piloti alla partenza.

### Arrivati al traguardo
| Pos. | Pilota                | Moto       | Tempo     | Punti |
| ---- | --------------------- | ---------- | --------- | ----- |
| 1    | Ernst Degner          | MZ         | 39' 04"   | 8     |
| 2    | Teisuke Tanaka        | Honda      | +8" 1     | 6     |
| 3    | Luigi Taveri          | Honda      | +9" 5     | 4     |
| 4    | Tom Phillis           | Honda      | +9" 6     | 3     |
| 5    | Jim Redman            | Honda      | +16" 5    | 2     |
| 6    | Rex Avery             | EMC        | +34" 7    | 1     |
| 7    | Walter Brehme         | MZ         | +1' 12" 7 |       |
| 8    | Alan Shepherd         | MZ         | +1' 12" 9 |       |
| 9    | Frank Perris          | EMC        | +1' 13"   |       |
| 10   | Jan Huberts           | Honda      | +1' 14" 2 |       |
| 11   | Gianemilio Marchesani | FB Mondial | +1 giro   |       |
| 12   | Gilberto Milani       | Paton      | +2 giri   |       |
| 13   | Bert Schneider        | Rumi       | +2 giri   |       |
| 14   | Vittorio Zito         | Ducati     | +2 giri   |       |
| 15   | Roberto Patrignani    | Ducati     | +2 giri   |       |
| 16   | Santarelli            | Ducati     | +2 giri   |       |
| 17   | Han Leenheer          | Ducati     | +3 giri   |       |

### Ritirati
| Pilota           | Moto   | Motivo ritiro        |
| ---------------- | ------ | -------------------- |
| Peter Eser       | n.d.   | caduta               |
| Paolo Campanelli | n.d.   | caduta               |
| Franco Latini    | Ducati | caduta               |
| Alastair King    | n.d.   | rottura della catena |

## Fonti e bibliografia
- Corriere dello Sport, 4 settembre 1961, pag. 11.
- Risultati della 500 su autosport.com, su autosport.com.
- Risultati di 125 e 250 su gazzetta.it